# Paul Raymond (strzelec)
Paul A. Raymond – amerykański strzelec, medalista mistrzostw świata.
Pochodził z Greenwich w stanie Connecticut. W zawodach strzeleckich w Stanach Zjednoczonych startował przynajmniej od 1913 roku. W 1914 roku występował jako członek National Rifle Association (prawdopodobnie był cywilem).
Raymond raz zdobył medal mistrzostw świata. Na zawodach rozegranych w 1922 roku uplasował się na trzecim miejscu w pistolecie dowolnym z 50 m drużynowo (skład zespołu: Irving Calkins, John Considine, Karl Frederick, Alfred Lane, Paul Raymond). 

## Medale mistrzostw świata
Opracowano na podstawie materiałów źródłowych:
| Mistrzostwa   | Konkurencja                       | Wynik             | Miejsce |
| ------------- | --------------------------------- | ----------------- | ------- |
| Mediolan 1922 | Pistolet dowolny, 50 m, drużynowo | 2461 pkt. (druż.) |         |